# Festivalbar 1999 (compilation)
Festivalbar 1999 è una compilation pubblicata nell'estate 1999 contemporaneamente alla messa in onda del celebre Festivalbar. È stata pubblicata in 4 diversi dischi, due nell'edizione "rossa" e due nell'edizione "blu". La prima è stata pubblicata dalla Universal, la seconda dalla Warner Music Italy.
L'album contiene i maggiori successi musicali della stagione, siano essi realizzati da artisti italiani (Neja, Giorgia, Sottotono, Daniele Silvestri) che internazionali ('N Sync, Ricky Martin, Anggun, Cher).

## Festivalbar '99 Compilation Rossa

### Disco 1
1. Vasco Rossi – Rewind
2. Britney Spears – ...Baby One More Time
3. The Cranberries – Promises
4. Alex Britti – Mi piaci
5. Enrique Iglesias – Bailamos
6. Roxette – Wish I Could Fly
7. Zucchero – You Make Me Feel Loved
8. Emilia – Good Sign
9. Litfiba – Il mio corpo che cambia
10. Rosana – Pà calor
11. The Cardigans – Erase/Rewind
12. Next of Kin – 24 Hours from You
13. Gianna Nannini – Notti senza cuore
14. Cartoons – Witch Doctor
15. Blur – Tender
16. Negrita – In ogni atomo

### Disco 2
1. Jovanotti – Per te
2. New Radicals – You Get What You Give
3. Skunk Anansie – Secretly
4. Biagio Antonacci – Iris (remix)
5. Texas – In Our Lifetime
6. Miranda – Vamos a la playa
7. Antonella Ruggiero – Controvento
8. Liquido – Narcotic
9. Lene Marlin – Unforgivable Sinner
10. Marina Rei – Scusa
11. Nerio's Dubwork – Sunshine & Happiness
12. Jessica – How Will I Know (Who You Are)
13. Carmen Consoli – Eco di sirene
14. Gianluca Grignani – Il giorno perfetto
15. Boyzone – You Needed Me
16. Mr. Oizo – Flat Beat

## Festivalbar '99 Compilation Blu

### Disco 1
1. Ricky Martin – Por arriba, por abajo
2. Anggun – Snow on the Sahara
3. Cher – Strong Enough
4. Giorgia – Il cielo in una stanza
5. Daniele Silvestri – Amore mio
6. Sasha – If You Believe
7. 'N Sync – U Drive Me Crazy
8. Chayanne – Salomè
9. Sottotono feat. Shola Ama – Mai più
10. Kaìgo – Dove sei
11. Catatonia – Dead from the Waist Down
12. Fiorella Mannoia – Sorvolando Eilat
13. Massimo Di Cataldo – Non ci perderemo mai
14. Goo Goo Dolls – Slide
15. Dr. Bombay – Rice and Curry
16. Neja – The Game

### Disco 2
1. Pino Daniele – Neve al sole
2. Laura Pausini – La mia risposta
3. Blondie – Maria
4. Sugar Ray – Every Morning
5. The Corrs – Dreams
6. Mango – Amore per te
7. Anna Oxa e Chayanne – Camminando camminando
8. Suede – Electricity
9. Jennifer Brown – Alive
10. 5ive – Until the Time Is Through
11. Luca Barbarossa – Musica e parole
12. Nek – Con un ma e con un se
13. Elio e le Storie Tese – Discomusic
14. Vengaboys – We're Going to Ibiza
15. Alabina – Loli, Lolita, Lola
16. Fatboy Slim – Praise You

## Classifiche

### Versione rossa
| Classifica (1999)                     | Posizione |
| ------------------------------------- | --------- |
| Classifica degli album italiana       | 1         |
| Classifica di fine anno italiana 1999 | 9         |

### Versione blu
| Classifica (1999)                     | Posizione |
| ------------------------------------- | --------- |
| Classifica degli album italiana       | 4         |
| Classifica di fine anno italiana 1999 | 36        |

## Curiosità
- Nella compilation, fra i brani in competizione, non sono presenti: Blue degli Eiffel 65, Dimmi di sì dei Pooh, I Want it That Way dei Backstreet Boys, Tell Me Why di Prezioso e Goodbye di Alexia che tuttavia hanno partecipato alla manifestazione.